# Cecilia Caballero Blanco
Cecilia Caballero Blanco (Bogotá, 30 de septiembre de 1913 - 13 de agosto de 2019) fue una primera dama de Colombia, esposa del presidente Alfonso López Michelsen, quien gobernó de 1974 a 1978. Conocida como la "Niña Ceci", en 1978 fue declarada «Mujer del Año» en reconocimiento por su labor social.

## Biografía
Cecilia nació en Bogotá, el 30 de septiembre de 1913, en el hogar de escritores y militares de origen santandereano. 
Asistió al Colegio del Sagrado Corazón en Bogotá.  

### Primera dama de Colombia
Como primera dama, Cecilia Caballero se dedicó fundamentalmente a trabajar por la familia y la infancia. Fue la principal promotora de la legislación que abolió la diferenciación de hijos naturales y legítimos, lo que marcó un cambio significativo para la familia colombiana.

## Familia
Cecilia Caballero Blanco era hija de Julio Caballero Barrera y Mary Blanco, oriundos de Santander. Su padre era hermano del militar y político Lucas Caballero Barrera, quien fue padre de los periodistas Lucas y Eduardo Caballero Calderón, que eran primos de Cecilia.

### Matrimonio y descendiencia
Contrajo matrimonio con Alfonso López Michelsen el 23 de octubre de 1938 en la iglesia de Nuestra Señora de la Salud en Bojacá, Cundinamarca. Alfonso era hijo del entonces expresidente Alfonso López Pumarejo, quien había dejado el cargo apenas meses antes; y de su esposa María Michelsen Lombana; Alfonso II era nieto del banquero Pedro Aquilino López y de su esposa Rosario Pumarejo, y bisnieto del sindicalista Ambrosio López Pinzón.
De su matrimonio con Alfonso II tuvo tres hijos: Alfonso III, Juan Manuel y Felipe López Caballero.